# Cenk İşler
Cenk İşler (* 25. Februar 1974 in Köln) ist ein ehemaliger deutsch-türkischer Fußballspieler.

## Leben
İşler ist in Köln geboren und aufgewachsen, mit 17 Jahren ging er in die Türkei.

## Karriere

### Verein
İşler begann seine Karriere in der Saison 1991/92 bei Samsunspor, bereits nach einer Saison wechselte er zu Ünyespor. Von dort holte ihn Samsunspor nach einem Jahr zurück. Für Samsunspor spielte er vier Jahre lang, wechselte danach zu Adanaspor und schaffte es in die Nationalmannschaft. Im Januar 2002 verpflichtete ihn İstanbulspor. Danach spielte Cenk je eine Saison bei Konyaspor, Samsunspor und MKE Ankaragücü.
Zur Saison 2005/06 wechselte er zu Kayseri Erciyesspor. Mit Kayseri gelang ihm der Einzug ins türkische Pokalfinale, sein größter Erfolg. Nachdem die Mannschaft in der darauffolgenden Saison abgestiegen war, spielte Cenk für Antalyaspor und Manisaspor jeweils eine Saison. Zur Saison 2009/10 wechselte er zu Kasımpaşa Istanbul. Im Januar 2012 beendete er seine Karriere.

## Nationalmannschaft
Cenk İşler absolvierte sein einziges Länderspiel für die Türkei am 2. September 2000 im WM-Qualifikationsspiel gegen Moldawien.

## Trivia
- İşler liegt mit 157 Toren auf dem 9. Platz der Tabelle der Rekord-Torjäger der Süper Lig
- Er ist der erste Spieler, der es in die Top 10 geschafft hat, ohne für einen der drei Top-Klubs aus İstanbul zu spielen.